# Szélsőjobboldal
A szélsőjobboldal a politikai gondolkodás olyan spektruma, amely általában radikálisan konzervatív, ultranacionalista és tekintélyelvű, gyakran nativista irányzatokat foglal magába. 
A kifejezés a politikai spektrum azon szereplőire használatos, akik többek közt a hagyományos értelemben vett jobboldali középpártokkal sok kérdésben egyetértve, de azoktól egyben el is határolódva jóval szélsőségesebb, gyakran agressziót tanúsító nézeteket vallanak. Ideológiájuk gyakran részben vagy teljesen ellentétes a jogállamiság és a demokrácia elveivel, normáival és értékeivel.
A korábbi szélsőjobboldali ideológiák legismertebb formái az (egymáshoz hasonló) nemzetiszocializmus és a fasizmus. Mai csoportjai közé tartoznak a neonácik, az alternatív jobboldal, a hozzákapcsolódó identitárius mozgalom  és olyan ideológiák vagy szervezetek, amelyek tekintélyelvű, ultranacionalista, soviniszta, idegengyűlölő, teokratikus, rasszista, transzfób, homofób és reakciós nézeteket képviselnek.
Világszerte az országok hatóságai eltérően határozzák meg és kezelik a jobboldali szélsőségességet.
A szervezett jobboldali szélsőséges, erőszakos cselekményeket jobboldali terrorizmusnak  nevezik. 
|                              | Nincs felsőbbrendűségi tudat | Van felsőbbrendűségi tudat     |
| Mérsékelt politikai eszközök | Jobboldali középpártok       | Ultra- nacionalisták, fajvédők |
| Radikális politikai eszközök | Nemzeti radikálisok          | Neonácik                       |

## Történelem
A politikai spektrum „ jobbra ” és „ balra ” való felosztása egészen az 1789-es francia nemzetgyűlés ülésrendjéig nyúlik vissza. A demokraták és az általános választójog hívei a megválasztott francia nemzetgyűlés bal oldalán helyezkedtek el, míg a monarchisták a legtávolabb, a jobb oldalon.
A 19. században a liberalizmus és a demokrácia legerősebb ellenfelei, mint Joseph de Maistre és Friedrich Nietzsche, erősen bírálták a francia forradalmat. Azok, akik a 19. században az abszolút monarchiához való visszatérést szorgalmazták, "ultra-monarchistáknak" nevezték magukat.
A német Völkische Bewegung (Népi mozgalom) a 19. század végén alakult ki, ihletet merítve a német romantikából és a középkori Német-római Birodalom iránti vonzalomból. A Blut und Boden  („vér és talaj”) eszméjére épülő faji, populista, etno-nacionalista és antiszemita mozgalom volt az 1900-as évektől kezdve. Idealizálták az "eredeti nemzet" mítoszát. Az Arthur de Gobineau, Houston S. Chamberlain, Alexis Carrel és Georges Vacher de Lapouge vezette gondolkodók eltorzították Darwin evolúciós elméletét, hogy a "faji harcot" támogassák. A mozgalom által megfogalmazott ősnemzet tisztaságáról úgy beszéltek, mint amit az idegen elemek, különösen a zsidók megrontottak. A mozgalom egy olyan áltudományos, rasszista ideológiát karolt fel, amely a zsidókat olyan fajnak tekintette, melynek tagjai halálos küzdelemben vannak az árja fajjal szemben a világ uralmáért. Az effajta elképzelések Európa-szerte hatással voltak a nácizmus előtti „forradalmi jobboldalra”.
Németországban a szélsőjobboldali nemzetiszocialisták (nácik) 1933-ban demokratikus eszközökkel ragadták magukhoz a hatalmat, ám ennek következménye a történelem egyik legszélsőségesebb diktatúrája és az általuk kirobbantott második világháború lett.
A szélsőjobb történelmi példái:
- a nácizmus Németországban és más országokban, a rasszizmust és az antiszemitizmust hirdetve
- a fasizmus Olaszországban és más országokban, a tömegekre épülő totalitárius állam létrehozását, valamint a radikális nacionalizmust szorgalmazva
- a peronizmus (wd) néhány ága Argentínában
- a salazarizmus, a klerikális fasizmust hirdető, egyes reakciós elemek keverése a fasizmus bizonyos jellemzőivel
- a falangizmus (wd) és a nemzeti szindikalizmus Spanyolországban és Latin-Amerika spanyol nemzeteiben

Tipikus példák szélsőjobb vezetőkre:
- Francisco Franco Spanyolországban,
- Benito Mussolini Olaszországban,
- Adolf Hitler a náci Németországban,
- Augusto Pinochet Chilében
- Jorge Rafael Videla Argentínában

## Irányzatok
A szélsőjobb különböző áramlatokból áll, beleértve:
- neofasiszta vagy neonáci csoportok;
- egyes tradicionalista, fundamentalista vallási közösségek, olyan klerikálisnak mondható politika hívei, mint a tradicionalista katolikusok.[11] Ez a nemzeti-katolikus áramlat számos nacionalista párton belül képviselteti magát, például Franciaországban a Nemzeti Tömörülésben;
- rasszista szervezetek, mint például a Ku-Klux-Klan, amelyek a fehérek felsőbbrendűségét hirdetik, vagy mások, fordítva, a feketék felsőbbrendűségét hirdetik, például a fekete Iszlám Nemzet az Egyesült Államokban;
- populista, nacionalista, euroszkeptikus és szuverenista pártok,[10][12] mint például az Osztrák Szabadságpárt vagy Belgiumban a Flamand Érdek, amelyek a Patrióták Európáért csoport részei, vagy a görög Ortodox Népi Riadó stb. Politikailag a nemzetüket tekintélyuralmi „nemzeti közösséggé” akarják alakítani.

## Mai jellemzők
A szélsőjobb nagyon sokszínű. Ideológiai alapjai főként három közös jellemzőt mutathatnak:
- a bevándorlás elutasítása;
- tekintélyuralmi nézetek / projekt;
- berendezkedésellenes retorika.

A szélsőjobboldali politikai ideológiák képviselői gyakran tagadják az univerzalizmust, az emberek általános egyenlőségét. Gyakran kirekesztők, rasszisták,antiszemiták, muszlimellenesek, bevándorlásellenesek. Kitüntetett, természettől fogva felsőbbrendű közösségnek valamely rasszt (Európában és Észak-Amerikában a fehéreket, Afrikában a feketéket, Japánban a japánokat) vagy valamely nemzetet tekintenek. Sovinizmusukat előszeretettel állítják be egészséges patriotizmusként. A közösség politikai szervezőelve többnyire nem a demokrácia, hanem felsőbbrendűségen vagy kiválasztottságon alapuló vezérkultusz, tekintélyelvűség és az ezekből felépülő hierarchikus rendszer. A felsőbbrendűséget vagy a „természet rendjére” (lásd: szociáldarwinizmus), vagy valamilyen misztikus hatalomra való hivatkozás, fajelmélet igazolja.
A szélsőjobboldal támadja a liberalizmust és a kommunizmust, de még a mérsékelten nacionalista polgári demokratikus konzervativizmust képviselő pártokat is. Idegen érdekek kiszolgálóinak, hazafiatlannak, becstelennek, illetve gyávának nevezi őket.
A szélsőjobboldali gazdasági nézetek általában a „nemzeti kapitalizmus” megvalósítását tűzik ki célként. Ez a profitszerzésre irányuló kereskedelem és a kereskedelmi bankok, pénzügyi közvetítők korlátozását, csak a nemzet tagjai részére biztosított teljes kereskedelmi szabadságot, esetenként az erős állami beavatkozást (etatizmust), a korporatizmust (a termelők hivatásrendbe szervezését), és a teljes önellátást, az autarchiát takarja.
A szélsőjobboldal nem konzervatív, hanem progresszív: saját elképzeléseinek bevezetésétől, megvalósításától várja egy eljövendő jobb, harmonikus társadalom létrejöttét.
Az európai szélsőjobboldal fő jellemzői:
- nacionalizmus
- rasszizmus
- idegengyűlölet (xenofóbia)
- irredentizmus
- sovinizmus
- egy erős állam létrehozására szólítanak fel
- anti-demokratikus nézetek [13]

## Radikális jobboldal
Az amerikai és általánosabb angolszász környezetben a leggyakoribb kifejezés a "radikális jobboldal", amelynek tágabb jelentése van, mint az európai radikális jobboldalnak.
Vitatott, hogy a radikális jobboldal a szélsőjobb mérsékeltebb verziója-e.
A radikális jobboldal minimális fő jellemzői:
- autoritarizmus (a társadalom szigorú szabályozása és súlyos büntetések a törvények megsértéséért)
- nativizmus (egy homogén nemzetállam vágya idegenek nélkül)
- populizmus (ahol az „elit” -et úgy határozzák meg, mint egy homogén korrupt csoport).

## A szélsőjobb Európában
Európában szinte mindegyik országban van szélsőjobboldali politikai szerveződés, a legtöbb helyen azonban még a parlamentbe jutáshoz szükséges küszöböt sem érik el.
Európában a szélsőjobboldali pártokat a bevándorlásellenes politikával, a globalizációellenességgel és az európai integráció ellenzésével hozzák kapcsolatba. A szélsőjobb képviselői gyakran tesznek nacionalista és idegengyűlölő felhívásokat, az etnikailag tiszta nemzetet szem előtt tartva. Kopeček politológus alapján „a közép-európai szélsőjobboldalt erős antikommunizmus is jellemzi, sokkal markánsabban, mint Nyugat-Európában.
2024-től az Európai Parlamentben az „Szuverén Nemzetek Európája" (ESN) néven alkotnak külön frakciót, de a Patrióták Európáért nevű képviselőcsoportban is túlsúlyban van a szélsőjobboldal.

### Németország
1945-ben a szövetséges hatalmak átvették az irányítást Németország felett, és betiltották a horogkeresztet, a náci pártot és a Mein Kampf kiadását. Németországban kifejezetten betiltották a náci és neonáci szervezeteket.
1960-ban a nyugatnémet parlament egyhangúlag megszavazta, hogy "tilos a gyűlöletkeltés, az erőszak provokálása, vagy a "népesség egy részének" sértegetése vagy nevetségessé tétele, illetve rágalmazása."
A 21. században a német szélsőjobb különböző kis pártokból és két nagyobb csoportból áll, amelyekből az Alternatíva Németországért (AfD)  és a Pegida csoport emelhető ki.

### Franciaország
A 2010-es években Európa legnagyobb szélsőjobboldali pártja a francia bevándorlásellenes Nemzeti Tömörülés. Jean-Marie Le Pen vezetése alatt a párt széles körű felháborodást váltott ki a gyűlöletkeltő megnyilvánulásai miatt, beleértve a holokauszt tagadását és az iszlamofóbiát. 2012-ben Jean-Marie Le Pen lányát, Marine Le Pent választották meg a párt élére.

### Olaszország
A fasiszta Benito Mussolini bukása óta a szélsőjobb folyamatosan jelen volt az olasz politikában. Közülük pl. kiemelhető az Olasz Szociális Mozgalom (1946–1995) nevű neofasiszta párt.
1994-től Silvio Berlusconi és a Forza Italia párt uralta az olasz politikát. Egyes kutatók alapján ők új tekintélyt szereztek a neofasizmusnak.
Caio Giulio Cesare Mussolini, Mussolini dédunokája a szélsőjobboldali Olaszország Fivérei párt tagjaként indult a 2019-es európai parlamenti választáson. 2011-ben a becslések szerint a neofasiszta CasaPound pártnak ötezer tagja volt.
Az európai migránsválság egyre inkább megosztó kérdéssé vált Olaszországban. Matteo Salvini belügyminiszter szélsőjobboldali ideológiával jelentkezett. Az Északi Liga pártja bevándorlóellenes, nacionalista mozgalommá vált, ahogy a későbbi, szélsőjobbnak jellemzett  Ligája is.

### Kelet-Európa
Kelet-Közép-Európában a kommunista rendszerek bukása (1989-1990) után erősödött meg a nacionalizmus és így a szélsőjobboldali pártok is.
Szlovákiában például a Szlovák Nemzeti Párt a kormánykoalíció részét képezi (2023-tól).
Romániában a Moldova annektálását önmaga elé nyíltan kitűző Nagy-Románia Párt 2004-ben 11,5%-os választási eredményt ért el, utána viszont kiestek a román Parlamentből.

## Magyarországon
Az első világháború után Magyarország elvesztette területének 71 százalékát és lakosságának 64 százalékát. A mai mintegy 14 millió európai magyar harmada az ország határain kívül él, sokan a szomszédos országokban, Romániában, Szlovákiában, Szerbiában, továbbá Ukrajnában, Szlovéniában, Horvátországban és Ausztriában. Az 1920-as trianoni béke utáni országmegosztás ma is „nemzeti szégyen” sok magyar számára. Főleg a rendszerváltás óta különböző csoportok és pártok, valamint a nagy pártok politikusai revizionista és nacionalista retorikával léptek fel a szomszédos országok ellen.
Nemzetközi politikai megfigyelők alapján a magyar Fidesz politikai pozíciója és ideológiája is erősen megváltozott és a 2010-es évek végétől jobb- és szélsőjobboldal közötti pártként pozicionálódik.
| név                                          | típus                | alapítás    | megszűnés                                | megjegyzés |
| -------------------------------------------- | -------------------- | ----------- | ---------------------------------------- | --- |
| Hatvannégy Vármegye Ifjúsági Mozgalom (HVIM) | szervezet            | 2001        | működik                                  | Jobboldali szélsőséges, nacionalista. |
| Jobbik                                       | politikai párt       | 2003        | 2018 után szakított radikális nézeteivel | Eredetileg jobboldali szélsőséges párt. Jobboldali populistaként és jobboldali radikálisként is emlegetik. |
| Magyar Gárda                                 | szervezet            | 2007        | 2009                                     | Rövid életű szervezet, a Jobbik félkatonai alakulata volt. |
| Magyar Igazság és Élet Pártja (MIÉP)         | politikai párt       | 1993        | 2021                                     | Jobboldali szélsőséges párt. |
| Magyar Nemzeti Arcvonal (MNA)                | hungarista szervezet | 1989        | 2016                                     | A hungaristák félkatonai kiképzése. |
| Nyilaskeresztes Párt – Hungarista Mozgalom   | mozgalom             | 1935 / 1939 | 1945                                     | Hungarista mozgalom és együttműködési kormány. |
| Mi Hazánk Mozgalom                           | politikai párt       | 2018        | működik                                  | Többnyire azon politikusok alapították, akik nem értettek egyet a Jobbik arculatváltásával |
| Fidesz – Magyar Polgári Szövetség            | politikai párt       | 1988        | működik                                  | Az évtizedek folyamán egyre inkább jobbra tolódott. A 2010-es évek közepétől ill. második felétől radikális és szélsőjobb nézeteket képvisel, a 2020-as években már gyakran kategorikusan a szélsőjobb csoportba sorolják. |